# Saneamento Básico, o Filme
Saneamento Básico, o Filme é um filme de comédia brasileiro de 2007, dirigido e escrito por Jorge Furtado. O filme é estrelado por Fernanda Torres, Wagner Moura, Camila Pitanga e Bruno Garcia, e conta com as participações de Lázaro Ramos, Tonico Pereira e Paulo José. A história é centrada em um grupo de moradores de uma pequena vila no sul do Brasil que se reúnem para reivindicar melhoria no tratamento de esgoto da cidade e veem como solução a produção de um filme para angariar os custos da obra, visto que a prefeitura não tem orçamento para tal.
Saneamento Básico, o Filme é o quarto longa-metragem do cineasta Jorge Furtado e sua concepção se iniciou dois anos antes do início da produção, em 2004. Produzido pela  Casa de Cinema de Porto Alegre e distribuído pela Columbia Pictures, teve sua estreia nos cinemas do Brasil em 20 de julho de 2007. O filme foi, em geral, elogiado pelos críticos especializados pelo desempenho do elenco e por seu roteiro criativo, sendo considerado uma comédia "leve" e "ingênua".
O filme foi indicado pela Academia Brasileira de Cinema ao Grande Otelo nas categorias de Melhor Roteiro Original e Melhor Efeitos Especiais. Em 2008, no Prêmio Guarani, o filme venceu na categoria de Melhor Atriz para Fernanda Torres, além de ter sido indicado para mais três prêmios, incluindo Melhor Atriz Coadjuvante para Camila Pitanga, Melhor Roteiro Original, Melhor Direção de Arte. O filme ainda recebeu três indicações ao Prêmio Qualidade Brasil, incluindo Melhor Filme, Melhor Diretor e Melhor Atriz de Cinema para Fernanda Torres.

## Enredo
Os moradores da fictícia Linha Cristal, uma pequena vila de descendentes de colonos italianos localizada na Serra Gaúcha, reúnem-se para tomar providências a respeito da construção de uma fossa para o tratamento do esgoto. Eles elegem uma comissão, que é responsável em fazer o pedido junto à subprefeitura. A secretária do prefeito reconhece a necessidade da obra, mas informa que não há verba para realizá-la. Entretanto, a prefeitura dispõe de quase 10 mil reais para a produção de um filme. Este dinheiro foi dado pelo governo federal e, se não for usado, será devolvido em breve. Surge então a ideia de usar a quantia para realizar a obra e rodar um filme sobre a própria obra. Porém, a retirada da quantia depende da apresentação de um roteiro e de um projeto do filme, além de haver a exigência que ele seja de ficção. Desta forma os moradores se reúnem para elaborar um filme barato, que conta a história de um monstro que vive nas obras de construção de uma fossa.

## Elenco
- Fernanda Torres como Marina Marghera de Figueiredo
- Wagner Moura como Joaquim de Figueiredo
- Camila Pitanga como Silene Marghera (Silene Seagal)
- Bruno Garcia como Fabrício
- Lázaro Ramos como Zico
- Tonico Pereira como Antônio
- Paulo José como Otaviano Marghera
- Lúcio Mauro Filho como José Maria Mercedes
- Zéu Brito como Setembrino
- Janaína Kremer como Marcela
- Sérgio Lulkin como Prefeito

## Repercussão

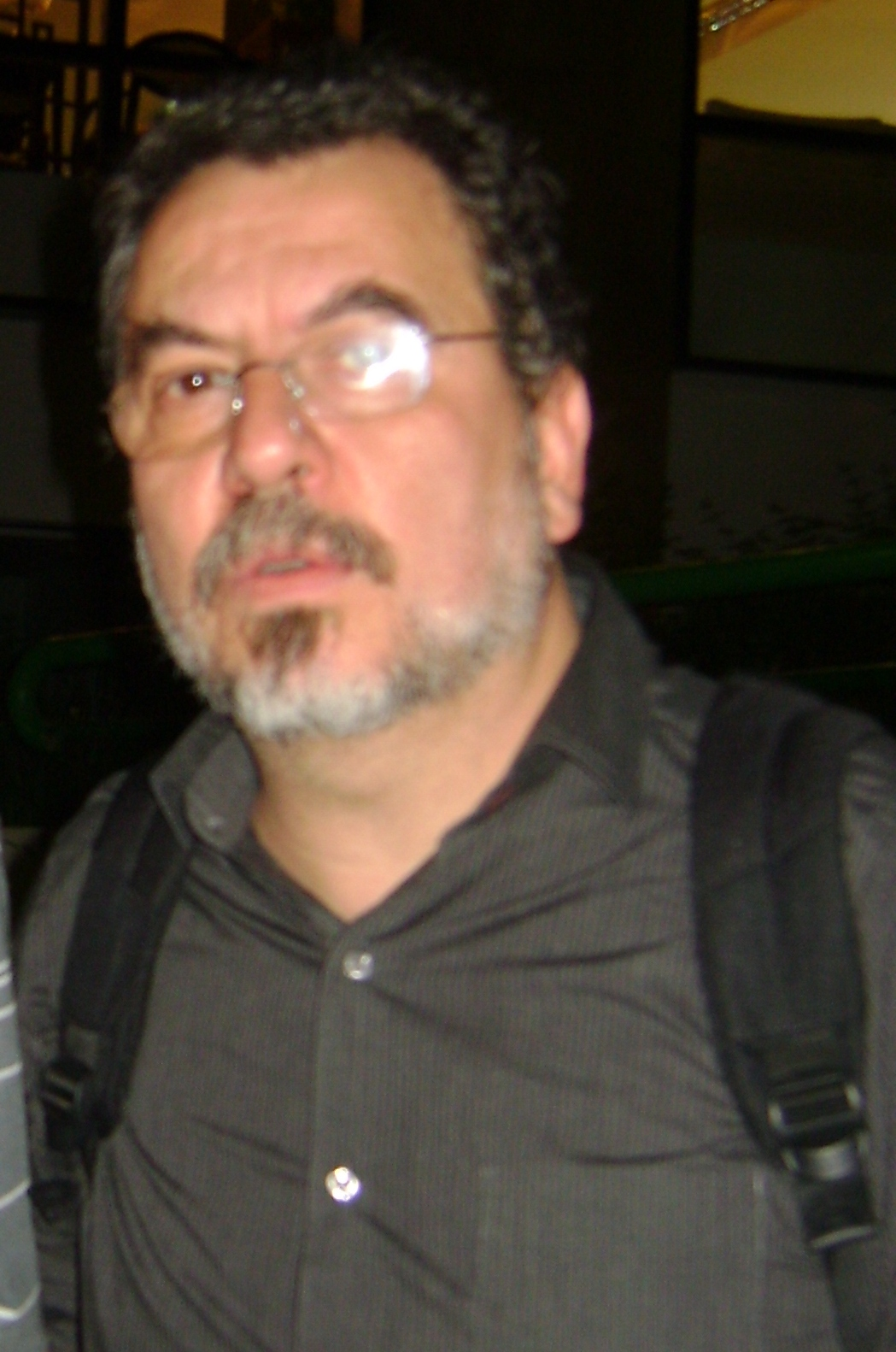
O filme foi visto como uma declaração de amor de Jorge Furtado (foto) pela ficção.

Escrevendo para o jornal O Globo, Daniel Levi comentou que Saneamento Básico, O Filme deveria ter exibição obrigatória nas escolas brasileiras pela forma engraçada e inspirada como foi abordada as questões sociais do filme. Levi ainda complementou dizendo que o filme deveria servir de inspiração para os cineastas brasileiros: "[o filme] Deveria ser um exemplo também para (acomodados) diretores brasileiros da velha guarda que não dão a devida importância aos roteiros (calcanhar de Aquiles da cinematografia nacional) de suas obras. O filme tem momentos geniais, frutos do ótimo roteiro e da direção (mais uma vez) magistral, ambos de Jorge Furtado". Para o Correio da Bahia, Doris Miranda disse como Jorge Furtado se sobressaiu na metalinguagem apresentada no filme: "Acompanhar a construção do curta escrito e dirigido por Marina (Torres) é uma delícia. Partindo do zero (não sabe nem mesmo o significado da palavra ficção), ela vai descobrindo intuitivamente os processos de filmagem à base da tentativa e erro. Exatamente como aconteceria com o público comum se estivesse na pele daquela gente. Por isso o processo de identificação entre o espectador e os personagens é tão direto".
Por se tratar de uma comédia, os personagens foram tidos como caricatos mas essenciais para a construção da história. André Miranda, do jornal O Globo, disse que, com a caricatura dos personagens, Furtado "mostra os tais encantos universais do cinema. Um cinema que pode fazer chorar, rir, refletir, revoltar. Tanto numa comédia, como é Saneamento Básico, O Filme, como num B, como é O monstro do fosso, o filme feito dentro do filme". Do Gazeta do Povo, Cristiano Luiz Freitas interpretou o filme como uma metáfora muito bem elaborada de como a arte influencia nas vidas das pessoas: "Furtado pega carona na commedia dell'arte (que tem como característica marcante o improviso) para construir uma deliciosa produção. Com muita sutileza, a comédia permite ao cineasta uma série de críticas escondidas nos bem bolados diálogos. Isso, é claro, sem falar na majestosa atuação de todo o elenco, o que faz de Saneamento Básico um dos mais inventivos filmes da nossa cinematografia recente".

## Antecedentes e produção

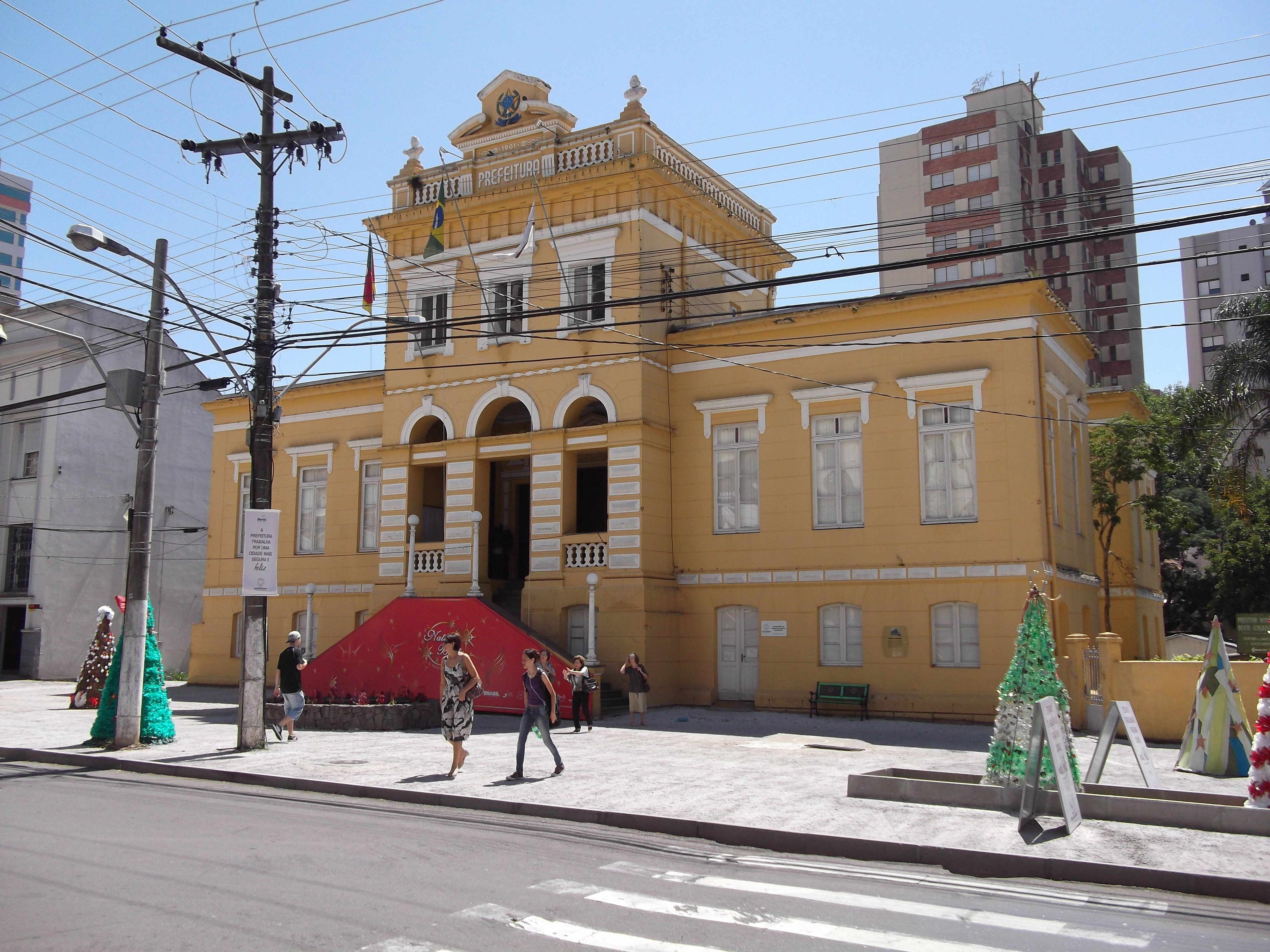
O município de Bento Gonçalves foi uma das cidades usadas como locação para filmagem do filme.

Antes de Saneamento Básico, O Filme, Jorge Furtado já havia dirigido três outros longas-metragens, além de ter criado diversos curtas-metragens, incluindo o premiado Ilha das Flores, vencedor do Urso de Prata de melhor curta-metragem no 40° Festival de Berlim. Jorge Furtado trabalhou durante dois anos no roteiro. O diretor contou que uma das primeiras decisões tomadas na concepção do filme foi o título, o qual gerou bastante controversa na produção. Este é o terceiro filme em que Jorge Furtado e o ator Lázaro Ramos trabalham juntos. Os anteriores foram O Homem que Copiava (2003) e Meu Tio Matou um Cara (2005).
A cidade de Monte Belo do Sul, no Rio Grande do Sul, na comunidade de Nossa senhora da Saúde, serviu de locação para as cenas da Vila Cristal, onde também se situava a Movelaria. A cidade de Bento Gonçalves, no Rio Grande do Sul, serviu de locação para algumas cenas do filme. A cidade de Santa Tereza, no Rio Grande do Sul, serviu de locação para as cenas com as autoridades municipais. As filmagens ocorreram entre 11 de julho e 13 de agosto de 2006.

## Lançamento
A estreia de Saneamento Básico, O Filme foi realizada em 20 de julho de 2007 pela Columbia Pictures do Brasil. O filme arrecadou 1 427 425 reais e vendeu mais de 190 mil ingressos por todo o país.
Em 2025, voltou aos cinemas em uma versão restaurada em resolução 4K.

### Resposta da crítica
Saneamento Básico, O Filme foi bem avaliado pela crítica cinematográfica, sendo o roteiro e as atuações do elenco os pontos mais citados nas resenhas sobre a obra. Escrevendo para a revista IstoÉ, Ivan Cláudio destacou o tom politico por trás do humor que o filme traz: "O que começa como uma crítica à distribuição de recursos termina como declaração de amor ao cinema. Pois, para Furtado, filmes também são imprescindíveis." Da revista Carta Capital, Ana Paula Sousa pontuou: "O novo trabalho de Jorge Furtado (...) é engraçado como poucos títulos brasileiros recentes têm conseguido ser. De quebra, faz uma charmosa defesa do cinema nacional que, aqui e acolá, é tratado como algo menor, quando não inútil. Furtado, escritor hábil, roteirista da TV Globo, manipula as fragilidades do próprio ofício para, não sem contradição, valorizá-lo". Já Dayanne Mikevis, da Folha de S.Paulo, afirma que o filme é "uma diversão leve e pode ser visto como uma comédia ingênua" e que "o destaque é o elenco".
Marcelo Hessel, crítico do website Omelete, escreveu: "No meio de tudo, o diretor tece seus comentários sobre o financiamento público da cultura. Furtado assume, por meio do filme, que há distorções no sistema. Seus personagens questionam a todo momento: como o governo pode dar dinheiro para o cinema se as pessoas mal têm esgoto? Com o desenrolar de Saneamento Básico - O Filme, porém, os personagens-cineastas percebem o valor do que estão criando. Não é algo tangível, que dê pra colocar numa prestação de contas, mas um valor simbólico, emocional. E é dessa riqueza incalculável que o bom cinema é feito". Emílio Franco Jr., do website Cineplayers, disse: "[O filme] é diversão com qualidade garantida. Jorge Furtado continua mostrando porque é um dos grandes cineastas brasileiros. 'Se é para fazer, melhor fazer bem feito', diz o slogan do filme, em referência ao desafio proposto aos personagens da história. E este, felizmente, é um exemplar do nosso cinema muito bem feito".
Escrevendo para o website Revista Cinética, Lila Foster destacou o entrosamento entre os atores do elenco e como isso se refletia nas cenas: "traz outra marca de Furtado que é a riqueza dos diálogos e cenas, principalmente no que eles trazem de mais corriqueiro, como a discussão de um casal sobre a micose ou os dois tomando remédio juntos. Na mesma proporção, o diretor insere o erudito inusitado como na cena de Silene recitando um poema sobre o cabelo. Tudo se transforma numa brincadeira autoral e comunicativa. Este mesmo clima de brincadeira também se reflete no ótimo entrosamento dos atores e muito do humor só consegue ser alcançado por conta disso".

## Prêmios e indicações

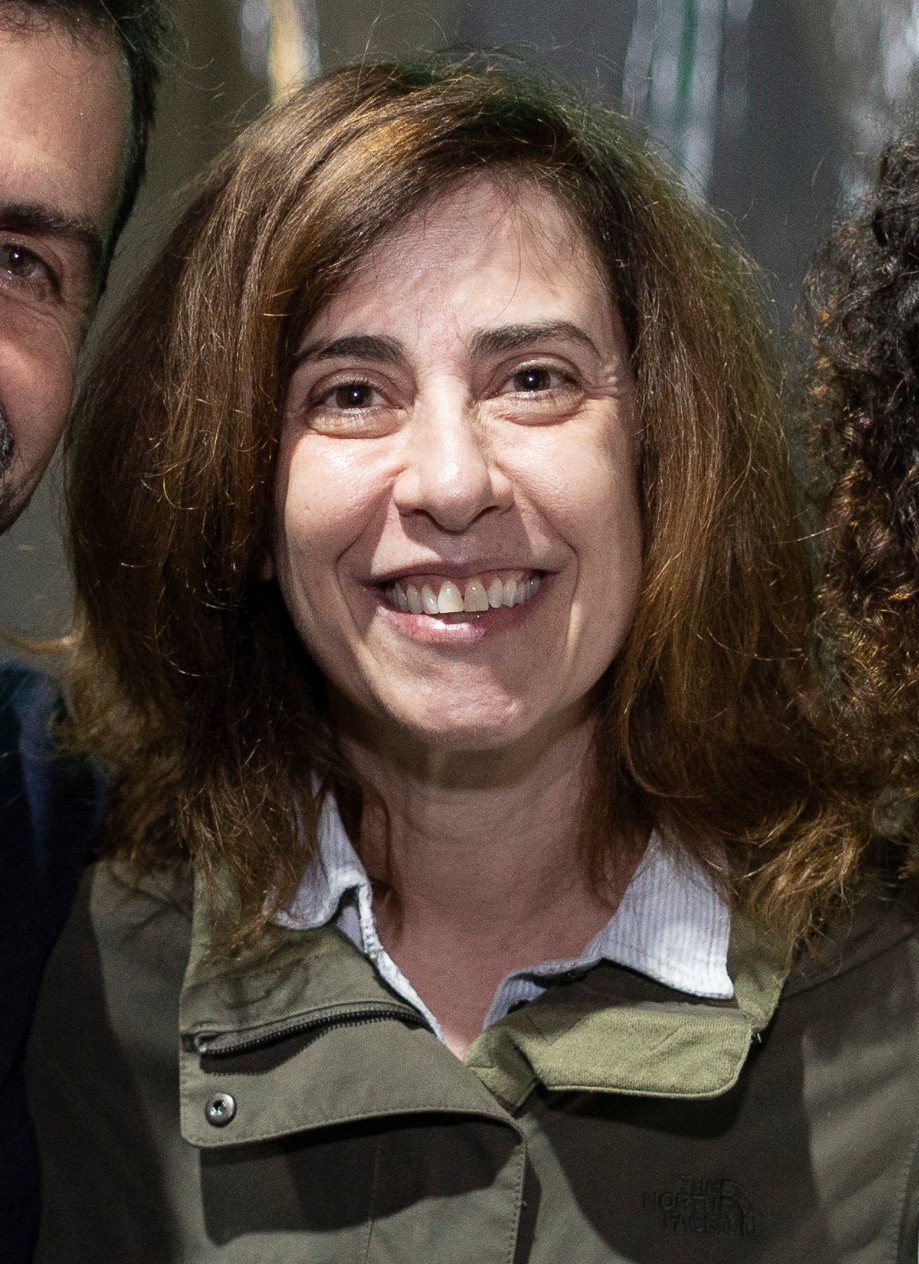
A atuação de Fernanda Torres foi elogiada pela crítica nacional e laureada com o Prêmio Guarani de Melhor Atriz.

Em 2007, o filme recebeu três indicações no Prêmio Qualidade Brasil, incluindo a de Melhor Filme, Melhor Diretor para Jorge Furtado e Melhor Atriz de Cinema para Fernanda Torres. No 7° Grande Prêmio do Cinema Brasileiro em 2008, promovido pela Academia Brasileira de Cinema e Artes Audiovisuais, Saneamento Básico, O Filme recebeu duas indicações: de Melhor Roteiro Original para Jorge Furtado e Melhores Efeitos Especiais para Fernando Tietzmann. No Prêmio Contigo! de Cinema Nacional, Fernanda Torres levou o prêmio do público de Melhor Atriz. Nas categorias oficiais do prêmio, o filme recebeu cinco indicações: Melhor Filme, Melhor Diretor e Melhor Roteiro para Jorge Furtado, Melhor Atriz (Fernanda Torres) e Melhor Ator Coadjuvante (Paulo José). Na maior premiação da crítica cinematográfica nacional, o Prêmio Guarani, o filme se saiu vencedor de uma das cinco indicações. Fernanda Torres levou o prêmio de Melhor Atriz, ao passo que as outras indicações foram: Melhor Filme do Público, Melhor Atriz Coadjuvante para Camila Pitanga, Melhor Roteiro Original para Jorge Furtado e Melhor Direção de Arte para Fiapo Barth. Saneamento Básico, O Filme recebeu o troféu de melhor filme do público do Festival de Cinema Brasileiro de Paris. A  Associação de Críticos de Cinema do Rio Grande do Sul o consagrou com o Prêmio Luiz César Cozzatti de "Destaque Gaúcho" de 2007.
| Ano  | Associações                            | Categoria                        | Recipiente(s)              | Resultado | Ref.   |
| ---- | -------------------------------------- | -------------------------------- | -------------------------- | --------- | ------ |
| 2007 | Prêmio Qualidade Brasil                | Melhor Filme                     | Saneamento Básico, O Filme | Indicado  |        |
| 2007 | Prêmio Qualidade Brasil                | Melhor Diretor                   | Jorge Furtado              | Indicado  |        |
| 2007 | Prêmio Qualidade Brasil                | Melhor Atriz de Cinema           | Fernanda Torres            | Indicada  |        |
| 2008 | Festival de Cinema Brasileiro de Paris | Melhor Filme (prêmio do público) | Saneamento Básico, O Filme | Venceu    | [ 6 ]  |
| 2008 | Grande Prêmio do Cinema Brasileiro     | Melhor Roteiro Original          | Jorge Furtado              | Indicado  | [ 19 ] |
| 2008 | Grande Prêmio do Cinema Brasileiro     | Melhor Efeitos Especiais         | Fernando Tietzmann         | Indicado  | [ 19 ] |
| 2008 | Prêmio Contigo! de Cinema Nacional     | Melhor Filme                     | Saneamento Básico, O Filme | Indicado  | [ 20 ] |
| 2008 | Prêmio Contigo! de Cinema Nacional     | Melhor Diretor                   | Jorge Furtado              | Indicado  | [ 20 ] |
| 2008 | Prêmio Contigo! de Cinema Nacional     | Melhor Atriz                     | Fernanda Torres            | Indicada  | [ 20 ] |
| 2008 | Prêmio Contigo! de Cinema Nacional     | Melhor Atriz (prêmio do público) | Fernanda Torres            | Venceu    | [ 20 ] |
| 2008 | Prêmio Contigo! de Cinema Nacional     | Melhor Ator Coadjuvante          | Paulo José                 | Indicado  | [ 20 ] |
| 2008 | Prêmio Contigo! de Cinema Nacional     | Melhor Roteiro                   | Jorge Furtado              | Indicado  | [ 20 ] |
| 2008 | Prêmio Guarani de Cinema Brasileiro    | Melhor Atriz                     | Fernanda Torres            | Venceu    | [ 4 ]  |
| 2008 | Prêmio Guarani de Cinema Brasileiro    | Melhor Atriz Coadjuvante         | Camila Pitanga             | Indicada  | [ 4 ]  |
| 2008 | Prêmio Guarani de Cinema Brasileiro    | Melhor Roteiro Original          | Jorge Furtado              | Indicado  | [ 4 ]  |
| 2008 | Prêmio Guarani de Cinema Brasileiro    | Melhor Direção de Arte           | Fiapo Barth                | Indicado  | [ 4 ]  |
| 2008 | Prêmio Guarani de Cinema Brasileiro    | Melhor Filme (prêmio do público) | Saneamento Básico, O Filme | Indicado  | [ 4 ]  |